# Scorpion (CPU)
Scorpion là một nhân bộ xử lý trung tâm được thiết kế bởi Qualcomm để sử dụng trong Snapdragon - hệ thống trên một vi mạch (SoCs) di động của họ. Nó được thiết kế nội bộ, nhưng có nhiều điểm tương đồng với lõi CPU ARM Cortex-A8 và Cortex-A9.